# Manuel Zuliani
Manuel Zuliani (Castelfranco Veneto, 26 aprile 2000) è un rugbista a 15 italiano, terza linea ala del Benetton.

## Biografia
Formatosi rugbisticamente nel Paese, in cui entrò a sei anni compiendo tutta la trafila giovanile fino all'U-17, categoria nella quale rappresentò anche l'Italia a livello internazionale, passò nel 2017 alle giovanili del Benetton e, a seguire, all'Accademia federale con la cui prima squadra debuttò in serie A nel 2018.
Rientrato a Treviso dopo un biennio, fu tesserato doppio con Mogliano in qualità di permit player, e dalla stagione successiva, dopo avere vinto la Rainbow Cup 2021, a pieno servizio con la franchise della Marca.
Dopo una stagione completa di Pro14 giunse l'esordio in nazionale maggiore nel Sei Nazioni 2022 contro la Francia.
Incluso nella rosa dei convocati alla Coppa del Mondo 2023 in Francia, all'esordio in tale competizione a Saint-Étienne ha realizzato una delle mete italiane con cui la squadra ha battuto la Namibia.

## Palmarès
- Pro14 Rainbow Cup: 1
Benetton: 2021